# Древяни
Древяни, древани, джевяни (на немски: Drevanen; на полски: Drzewianie) са етническа общност, едно от най-отдалечените западнославянски племена. Името на племето идва от думата дърво – на полски: drzewo. Те са живели в горите на западния бряг на долна Елба.
Предците на древяните са се заселили в района на река Елба през VII в. Те не са били единствената етническа група в района, до тях са живели групи на германците.
Занимават се с отглеждането на стада, отглеждане на лен, бортево пчеларство и дърводелство. Поради бедността тяхната култура е скромна, ограничена предимно до приказки и песни, предавани устно. Различните древенски селища са били изолирани и контактите между тях са само спорадични, за което свидетелстват големите различия между диалектите които говорят.
След като подчиняват славянските племена в района на река Елба през 811 г., германците започват германизация на тези области. Германците наричат страната на древяните Вендланд на немски: Wendland – страна на венди, тоест славяни. През XVIII в. германизацията е ускорена поради развитието на образованието и комуникацията. През 1730 г. древянски език говорят само хората в средна и напреднала възраст. През 1751 г. анонимен пътник отбелязва, че местното немско население говори с презрение и отвращение за вендите. Последната жена, която говори древянски език е починала през 1756 година. Някои фрази или думи на древянски все още се използват до началото на деветнадесети век.

## Единствена останалата песен на древянски език
| „ | Kâtü mes Ninka boit? Ťelka mes Ninka boit. Ťelka rici Wâpak kâ naimo kâ dwemo: Joz jis wilťe grüzna Zena; Nemüg ninka boit Joz nemüg ninka boit. Kâtü mes Zątik boit? Strezik mes Zątik boit. Strezik rici Wâpak kâ naimo kâ dwemo: Joz jis wilťe mole ťarl; Nemüg Zątik boit Joz nemüg Zątik boit. Kâtü mes traibnik boit? Worno mes traibnik boit. Worno rici Wâpak kâ naimo kâ dwemo: joz jis wilťe corne ťarl; nemüg traibnik boit joz nemüg traibnik boit. Kâtü mes ťauchor boit? Wauzka mes ťauchor boit. Wauzka rici Wapak ka naimo ka dwemo: joz jis wilťe glupcit ťarl; nemüg ťauchor boit joz nemüg ťauchor boit. Kâtü mes senkir boit? Zojąc mes senkir boit. Zojąc rici Wapak ka naimo ka dwemo: joz jis wilťe drale ťarl; nemüg senkir boit joz nemüg senkir boit. Kâtü mes spelmann boit? Büťan mes spelmann boit. Büťan rici Wapak ka naimo ka dwemo: joz jis wilťe dauďe rât; nemüg spelman boit joz nemüg spelman boit. Kâtü mes taisko boit? Laiska mes taisko boit. Laiska rici Wapak ka naimo ka dwemo: Rüzplâstaite müją pauzą; Będe wosa taisko Będ wosa taisko. | “ |